# Dodge Matador
Der Dodge Matador war ein Pkw-Modell der Marke Dodge, das im Modelljahr 1960 als mittleres Modell in den Vereinigten Staaten eingeführt wurde.
Im Jahr 1960 hatten erstmals alle Modelle des Chrysler-Konzerns eine Monocoque-Karosserie.
Der Matador und die anderen großen Dodge-PKWs des Modelljahres 1960 erinnerten an das Styling der 1959er-Modelle, die eine Weiterentwicklung des von Virgil Exner kreierten „Forward Look“, der 1957 eingeführt wurde. Der Matador und das Spitzenmodell Polara hatten weithin die Fahrgestelle ihrer Vorgänger mit 3.099 mm Radstand, anders als die immer noch große Modellreihe Dart, die nur 2.997 mm Radstand besaßen. Den Polara gab es als Hardtop-Coupé, 4-türige Hardtop-Limousine, 5-türigen Hardtop-Kombi mit 6 oder 9 Sitzplätzen und konventionelle 4-türige Limousine (mit B-Säulen).
Wie diese Autos hatten beide große Dodge-Modellreihen von 1960 weiterhin die Erkennungszeichen der Marke, die „Jet“-Rückleuchten, die allerdings gegenüber den Vorjahresmodellen deutlich gewachsen waren; das untere Rücklicht saß im Heckstoßfänger. Ebenfalls sah man wieder die für Dodge typischen gekürzten Heckflossen, die kleine vertikale Rücklichtgläser hatten, die an der senkrechten Rückfront der Flosse saßen; wiederum sollten die gekürzten Heckflossen die Düsenform der Rücklichter besonders betonen. (Die Heckflossen der Dart-Baureihe waren länger.) Vorne hatten die Wagen einen kleinen Kühlergrill, der aus acht verchromten Rechtecken bestand, die in einen wuchtigen und komplexen Frontstoßfänger eingelassen waren. 
1961 ließ Dodge den Matador auslaufen, wodurch der Polara das einzige große Dodge-Modell wurde. 

## Quelle
- Gunnell, John (Herausgeber): Standard Catalog of American Cars 1946–1975, Krause Publications Inc., Iola (2002), ISBN 0-87349-461-X.